# Pete Johnson
Pete Johnson (Kansas City, 24 maart 1904 - Buffalo, 23 maart 1967) was een Amerikaans jazz-, blues- en vooral boogiewoogiepianist. Hij stond bekend om zijn swingende en opzwepende pianostijl en als muzikaal partner van Big Joe Turner.

## Carrière
Johnson begon zijn muzikale carrière in 1922 als drummer in Kansas City. Pianospelen leverde hem echter meer succes op. In de verdere jaren twintig en jaren dertig speelde Johnson vaak samen met blueszanger Big Joe Turner. De combinatie Johnson en Turner bleek succesvol. In 1938 traden beide heren op bij het From Spirituals to Swing-concert in Carnegie Hall, georganiseerd door John Hammond. Het concert droeg bij aan hun verdere succes. In hetzelfde jaar scoorde Big Joe Turner een hit met het nummer Roll 'Em Pete. Johnson speelde de pianopartij van het nummer. Hij breidde zijn muzikale samenwerking uit met onder andere Meade Lux Lewis en Albert Ammons. Ze toerden samen en namen verschillende platen op. In 1941 verschenen Johnson en Ammons in de film Boogie-Woogie Dream.
In de late jaren veertig nam Johnson een conceptalbum op, genaamd House Rent Party. Hij werd muzikaal vergezeld door J. C. Higgenbotham, J.C. Heard en andere muzikanten. In 1950 verhuisde hij naar Buffalo, New York. Zijn gezondheid ging achteruit. Zo verloor hij een gedeelte van zijn vinger door een gesprongen band en raakte hij voor een gedeelte verlamd door een beroerte. Ondanks zijn gezondheidsproblemen bleef Johnson toeren en platen opnemen. In 1958 toerde hij door Europa en speelde hij bij Jazz at the Philharmonic. Terug in de VS, begeleidde Johnson onder andere Chuck Berry en Big Maybelle tijdens optredens.
Johnsons gezondheid ging in de jaren zestig verder achteruit. Zijn laatste publieke optreden was in januari 1967, toen hij als gastartiest verscheen bij een From Spirituals to Swing-concert. Twee maanden later stierf de toen 62-jarige Johnson in een ziekenhuis in Buffalo.

## Bekende nummers
- 1280 Stomp
- 627 Stomp
- Basement Boogie
- Buss Robinson Blues
- Cherry Red
- Death Ray Boogie
- Goin' Away Blues
- Holler Stomp
- Just for You
- Lone Star Blues
- Pete's Blues
- Pete's Lonsome Blues
- Rebecca